# Керниган, Брайан
Брайан Уилсон Керниган (англ. Brian Wilson Kernighan; род. 30 января 1942, Торонто, Онтарио, Канада) — канадский ученый и инженер в области информатики, известный своим вкладом в разработку языков программирования и операционных систем. Является соавтором языка программирования AWK и руководства «Язык программирования Си», а также участвовал в разработке операционной системы Unix.
В соавторстве с Робом Пайком написал известные книги «Практика программирования» и «UNIX. Программное окружение». Последнюю часто называют своего рода «Библией для UNIX-программистов».

## Образование и карьера
Брайан Керниган родился и вырос в Торонто. В 1964 году получил степень бакалавра наук в области инженерной физики в Торонтском университете. Затем он поступил в Принстонский университет, штат Нью-Джерси, где в 1969 году защитил докторскую диссертацию по электротехнике.
После завершения обучения Керниган присоединился к исследовательской лаборатории Bell Labs, где начал работать в области разработки языков программирования и операционных систем. В Bell Labs он сотрудничал с Кеном Томпсоном и Деннисом Ритчи, что привело к значительным достижениям в разработке Unix.
В 2002 году был избран членом Национальной инженерной академии США за вклад в программное обеспечение и языки программирования. В 2019 году избран членом Американской академии искусств и наук.

## Вклад в информатику
Брайан Керниган внёс значительный вклад в развитие компьютерных наук. Он является соавтором языка программирования AWK, разработанного совместно с Алфредом Ахо и Питером Уайнбергером. Этот язык, названный по первым буквам фамилий авторов, стал важным инструментом для текстовой обработки и остается популярным в среде Unix.
Керниган придумал термин «Unix» и помог популяризировать философию Unix Кена Томпсона.
Также известен тем, что придумал выражение «Что видишь, то и получаешь» (WYSIAYG), которое является саркастическим вариантом оригинального «Что видишь, то и получишь» (WYSIWYG). Термин Кернигана используется для обозначения того, что системы WYSIWYG могут отбрасывать информацию в документе, которая могла бы быть полезной в других контекстах.
В 1972 году описал управление памятью в строках с использованием «hello» и «world» на языке программирования B. Оригинальная реализация Hello, World! (1978) года была продана на аукционе алгоритмов, первом в мире аукционе компьютерных алгоритмов.

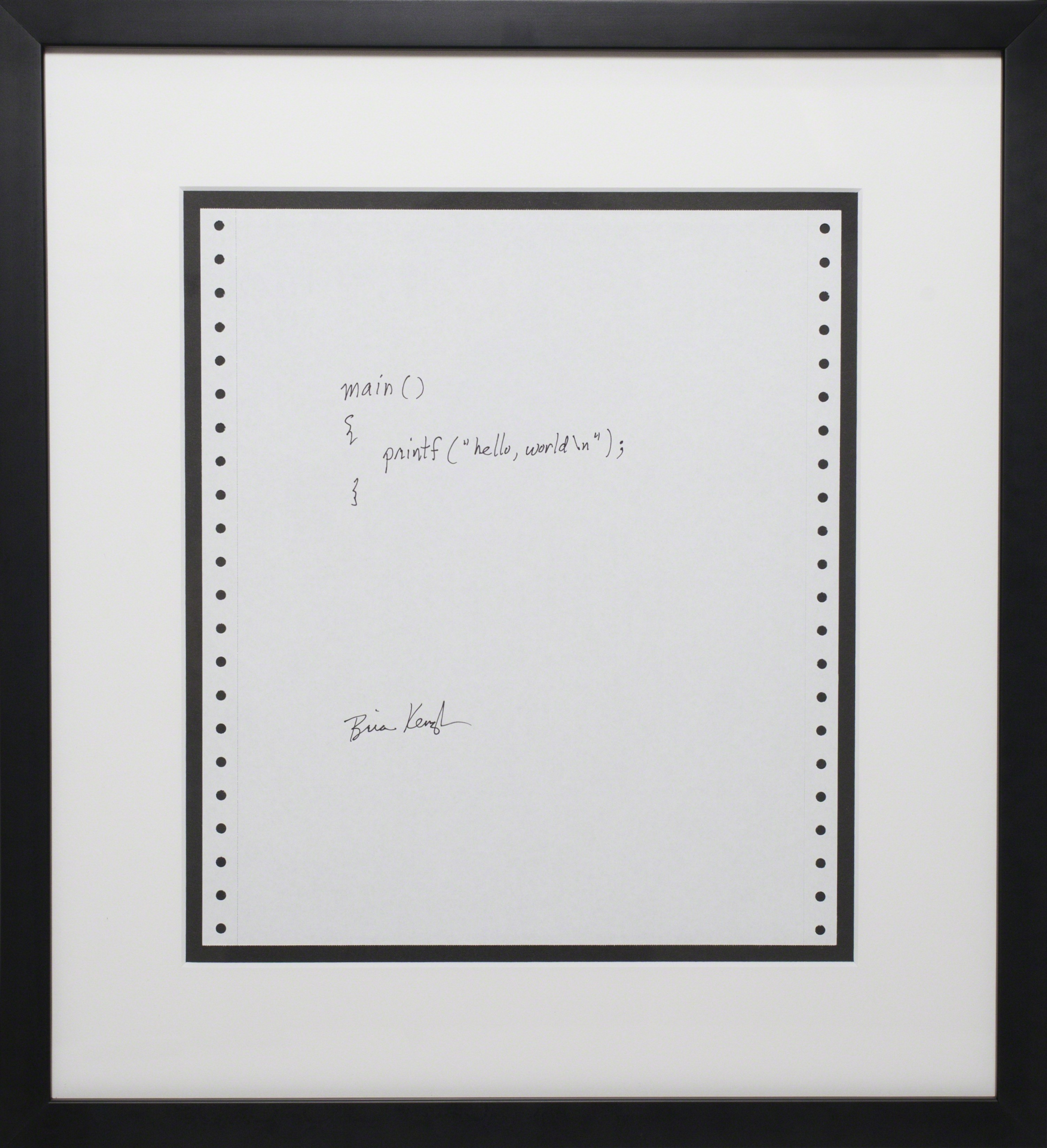
Программа «Hello, World!» на аукционе алгоритмов Artsy.

Керниган также является соавтором знаменитой книги «Язык программирования Си» (1978), написанной в соавторстве с создателем языка Деннисом Ритчи. Эта книга, широко известная как «K&R» по инициалам авторов, стала одним из первых и самых влиятельных учебников по языку программирования C. Книга сыграла ключевую роль в распространении и популяризации языка C и заложила основы для его использования в различных программных системах, включая Unix.
В 2015 году стал соавтором книги «Язык программирования Go».
В 2022 году заявил, что активно работает над усовершенствованием языка программирования AWK , в создании которого он принимал участие в 1977 году.

## Преподавательская деятельность
В 1996 году Керниган преподавал CS50, который является вступительным курсом Гарвардского университета по информатике. Керниган оказал влияние на Дэвида Дж. Малана, который впоследствии преподавал этот курс и дополнил его для работы в других университетах и в цифровых форматах.
С 2000 года Брайан Керниган работает профессором в Принстонском университете, где преподает курсы по программированию, алгоритмам и структурам данных. Активно участвует в образовательной деятельности и наставничестве, помогая студентам и молодым исследователям развиваться в области информатики.
Керниган остается активным участником научного сообщества, делясь своими знаниями и опытом с новыми поколениями программистов и исследователей.

## Признание и награды
За свою карьеру Брайан Керниган получил множество наград и признаний за свои достижения. Его вклад в развитие информатики и образования сделал его одним из самых уважаемых и влиятельных ученых в этой области.

## Книги
- Керниган Б. У., Пайк Р. У. Практика программирования = The Practice of Programming. — М.: «Вильямс», 2004. — С. 288. — ISBN 5-8459-0679-2.
- Керниган Б. У., Ритчи Д. М. Язык программирования C = C programming language. — 2-е изд. — М.: «Вильямс», 2007. — С. 304. — ISBN 0-13-110362-8.
- Керниган Б. У., Донован А. А., Язык программирования Go = The Go Programming Language. — М.: «Вильямс», 2016. — С. 432. — ISBN 978-5-8459-2051-5